# Corinna Tsopei
 (juin 2016).
Si vous disposez d'ouvrages ou d'articles de référence ou si vous connaissez des sites web de qualité traitant du thème abordé ici, merci de compléter l'article en donnant les références utiles à sa vérifiabilité et en les liant à la section « Notes et références ».
Kyriakí Korína Tsopéi (grec moderne : Κυριακή Κορίνα Τσοπέη), plus connue sous le nom de Corinna Tsopei, née le 21 juin 1944 à Athènes, est un mannequin et une actrice grecque, élue Miss Grèce 1964 et Miss Univers 1964.

## Biographie
Le 21 juin 1964, elle est couronnée Miss Grèce 1964 et remporte le titre de Miss Univers 1964 quelques semaines plus tard à Miami.
En 1965, Corinna reste aux États-Unis, signe un contrat à Hollywood, pour devenir actrice.
En 1967, après la fin de son contrat hollywoodien, elle obtient deux petits rôles : dans un épisode de la série télévisée Perdus dans l'espace et dans le film La Vallée des poupées. Elle joue aussi le rôle, non crédité, d'une fille dans une cage, dans la comédie policière avec Richard Harris et Doris Day Opération Caprice, un film  au succès mitigé. 
Elle enchaîne les petits rôles : Daniel Boone, Petit guide pour mari volage et  donne la réplique à Richard Harris dans Un homme nommé cheval, sorti en 1970, le seul film notable où elle obtiendra un rôle de premier plan, celui d'une jeune Indienne . Quatre ans plus tard, elle interprète un rôle plus important, mais le dernier de sa carrière au cinéma, dans le film grec Psyhi kai sarka, tourné dans son pays d'origine. 
Aujourd'hui[évasif], Corinna Tsopei dirige une association pour aider les enfants atteints de leucémie.